# Giornata internazionale delle bambine
La Giornata internazionale delle bambine è celebrata ogni anno l'11 ottobre. L'Assemblea generale delle Nazioni Unite ha istituito questa giornata internazionale per sensibilizzare l'opinione mondiale, alle difficoltà specifiche che le bambine devono affrontare in quanto tali e per aiutarle a promuovere i loro diritti.

## Storia
La creazione di questa giornata internazionale la si deve alla mobilitazione di un'organizzazione non governativa, Plan International. Nel 1995 durante la Quarta conferenza mondiale sulle donne fu adottato un documento che per primo mise in avanti la necessità di fare rispettare i diritti delle bambine, si tratta della Dichiarazione e programma d'azione di Pechino. Plan International, che dalla sua creazione nel 1937 si occupa della protezione dell'infanzia e in particolare delle bambine, operò per fare riconoscere l'11 ottobre come giornata per i diritti delle bambine e ragazze.
Il 19 dicembre 2011 l'assemblea generale delle ONU proclama l'11 ottobre Giornata internazionale delle bambine. Il 2012 fu il primo anno in cui vennero organizzate delle manifestazioni. Il tema di quell'anno fu La mia vita, i miei diritti, la fine delle spose bambine.

## I dati
Nel 2024 i numerosi studi delle organizzazioni non governative e dell ONU riportano che statisticamente:
- nel mondo una bambina su cinque è obbligata a sposarsi prima dei 18 anni.[6]
- nel mondo ci sono circa 650 milioni di donne che sono state sposate da bambine.[7]
- nel mondo le bambine tra i 5 e i 14 anni trascorrono ogni giorno 160 milioni di ore in più, rispetto ai ragazzi della stessa età, nei lavori domestici e di cura non retribuiti.
- nei paesi a basso reddito, circa il 90% delle ragazze adolescenti e delle giovani donne non utilizza Internet, mentre i loro coetanei maschi hanno il doppio delle probabilità di essere online.
- quasi una ragazza adolescente su quattro, sposata/con partner, di età compresa tra i 15 e i 19 anni, ha subito violenza fisica o sessuale da parte di un partner intimo almeno una volta nella vita.[8]